# Nikoleta Stefanova
Nikoleta Stefanova (Teteven, 22 aprile 1984) è una tennistavolista bulgara naturalizzata italiana.

## Biografia
Figlia d'arte (il padre Stefan Stefanov ha militato nella nazionale bulgara prendendo parte a 5 mondiali e 5 europei), si è trasferita fin da piccola in Italia. Ha iniziato la sua brillante carriera di pongista a Messina, dal 2002 ha giocato per lo Sterilgarda T.T. Castel Goffredo con il quale ha vinto due Champions League nelle stagioni 2005-2006 e 2006-2007 e 7 scudetti. Ha giocato nella Tennistavolo San Donatese (2012 - 2013). Ha giocato per la Bagnolese dal 2015 al 2023 e nel 2023 è tornata a Castel Goffredo. Con la nazionale italiana ha conquistato il titolo europeo nell'anno 2003, in quell'edizione vinse anche il bronzo nell'individuale. In Italia nei campionati individuali ha vinto tutto ciò che si poteva vincere sia a livello giovanile (il primo titolo italiano categoria giovanissimi è del 1994) sia a livello categoria assoluti (nel 2009 ha conquistato tutti i titoli individuali sia in singolo che nei doppi femminile e misto). Inoltre si è qualificata ai Giochi olimpici di Atene 2004 e Pechino 2008.
La Stefanova è una graduata dell'Aeronautica Militare Italiana e presta servizio presso il 6º Stormo Ghedi Brescia; ha due figli avuti durante la sua carriera agonistica, Filippo e Camilla.

## Palmarès
Risultati a livello di club:
- 2 Champions League: 2006, 2007
- 10 Scudetti: 2002, 2003, 2004, 2005, 2006, 2007, 2008, 2010, 2012, 2013

Risultati a livello individuale:
- 11 Campionati italiani in singolare: 2001, 2002, 2003, 2004, 2005, 2006, 2009, 2010, 2012, 2014, 2016
- 8 Campionati italiani in doppio femminile: 1997, 2003, 2004, 2005, 2007, 2008, 2009, 2016
- 10 campionati italiani in doppio misto: 1999, 2000, 2001, 2004, 2006, 2008, 2009,  2010, 2012, 2013;

Risultati con la nazionale italiana nei Campionati Europei:
- Campionessa europea a squadre (ORO) 2003;
- BRONZO Singolo 2003;
- BRONZO a Squadre 2005;
- BRONZO doppio femminile 2005;
- BRONZO a squadre 2007;
- BRONZO doppio femminile 2007;
- ARGENTO doppio femminile 2008;
- ARGENTO doppio femminile 2009;

Nel 2007 secondo posto al TOP 12 Europeo
Risultati con la nazionale italiana nei Giochi del Mediterraneo:
- Bronzo Singolo 2005 Almeria;
- BRONZO doppio femminile 2005 Almeria.

- Oro Squadre 2009 Pescara;
- Argento Squadre 2022 Oran.

Nikoleta Stefanova ha partecipato alle Olimpiadi di Atene 2004 in singolare e in doppio e alle Olimpiadi di Pechino 2008 in singolare e doppio.